# 牛山悠衣
牛山 悠衣（うしやま ゆい、1993年6月10日 - ）は、長野県茅野市出身の元ハンドボール選手。

## 経歴
高岡向陵高等学校時代は2011年の全国高等学校総合体育大会ハンドボール競技大会（インターハイ）で優秀選手賞を受賞。高校卒業後は国士舘大学へ進学。
2016年に新チームのプレステージ・インターナショナル アランマーレへ加入。
2018-19年シーズン限りで現役を引退。

## 詳細情報

### 年度別成績
| 年       | チーム       | 試合 | フィールド 得点 | 率   | 7m   | 合計   | 警告 | 退場 | 失格 |
| -------- | ------------ | ---- | --------------- | ---- | ---- | ------ | ---- | ---- | ---- |
| 2017-18  | アランマーレ | 24   | 22/61           | .361 | 7/10 | 29/71  | 3    | 2    | 0    |
| 2018-19  | アランマーレ | 24   | 58/171          | .339 | 1/4  | 59/175 | 3    | 5    | 0    |
| JHL：2年 | JHL：2年     | 48   | 80/232          | .345 | 8/14 | 88/246 | 6    | 7    | 0    |

- 各年度の太字はリーグ最高

### 記録

#### 日本ハンドボールリーグ
- フィールドゴール初得点：2017年8月26日、対オムロン戦（熊本県立総合体育館）[4]
- 7mスロー初得点：2017年9月3日、対三重バイオレットアイリス戦（スポーツの杜鈴鹿体育館）[5]

### 背番号
- 3 (2016年 - 2019年)